# Brandon Saad
Brandon Saad (Pittsburgh, Pensilvania, 27 de octubre de 1992) es un jugador profesional estadounidense de hockey sobre hielo que se desempeña en la posición de extremo izquierdo en St. Louis Blues, equipo de la National Hockey League (NHL).

## Carrera
Fue seleccionado en la segunda ronda en la NHL Entry Draft de 2011. Hizo su debut en la NHL con el equipo Chicago Blackhawks, en el cual jugó cuatro temporadas (2011-2015), después pasó a Columbus Blue Jackets (2015-2017), luego regresó a Chicago Blackhawks (2017-2020), posteriormente pasó a Colorado Avalanche (2020-2021), y finalmente a St. Louis Blues, donde lleva jugando tres temporadas.